# 章光岳 (崇禎進士)
章光岳（？—？），榜名章积，字茂闇，浙江杭州府临安县人。

## 生平
崇祯三年（1630年）庚午科浙江乡试举人，崇祯十三年（1640年）庚辰科進士，工部观政，本年授上海县知县。十四年夏大旱蝗，米粟涌贵，饿殍载道，八月潮，日三至。是年春大饥，斗米银三四钱，民食草根，木皮俱尽，抛妻子，死者相枕藉，有薛得倡首烧劫掠，白昼抢夺，知县章光岳捕至，立杖死。卖婆某氏盗人子女杀之，邻人闻所烹肉甚香，启釜视之，手足宛然，鸣官立毙。